# Spiloxene ovata
Spiloxene ovata là một loài thực vật có hoa trong họ Hypoxidaceae. Loài này được (L.f.) Garside miêu tả khoa học đầu tiên năm 1936.